# Блюз в 1000 дней
«Блюз в 1000 дней» — альбом Юрия Наумова. Записан в октябре 1986 года в Москве в студии Игоря Васильева на 4-канальный магнитофон Sony. Официально считается альбомом группы «Проходной двор», которую Наумов тщетно пытался создать в то время. Переиздан на CD в 1997 году. Повторно переиздан с включением двух концертных бонус-треков в 2002 году, в качестве исполнителя указана группа «Проходной двор». Включён в сводку «100 магнитоальбомов советского рока» Александра Кушнира.

## Список композиций
1. Отдавшим сердце рок-н-роллу — 4:52
2. Когда не остаётся слов — 5:09
3. Пессимистический блюз — 5:44
4. Кошка на крыше [инструментал] — 5:07
5. Я собрался не туда — 4:22
6. Рождён чтоб играть — 6:39
7. Сказка о Карле — 6:55
8. И я пою — 4:59

Бонус-треки (включены в переиздание 2002 года):
- Сказка о Карле [live]
- И я пою [live]

## Участники записи
- Юрий Наумов — электрогитара, акустическая гитара, бас, вокал, драм-машина Yamaha RX-15